# Mon amie Adèle
Mon amie Adèle (Behind Her Eyes, « Derrière ses yeux ») est une mini-série télévisée britannique en six épisodes d'environ 50 minutes, d'après un roman de Sarah Pinborough. Elle a été mise en ligne le 17 février 2021 sur Netflix.

## Synopsis
Louise est une jeune femme divorcée et mère d'un petit garçon, Adam. Un soir alors qu'une amie lui fait faux bond à un bar, elle rencontre un homme séduisant. À la sortie du bar, ils s'embrassent, mais l'homme s'excuse avant de partir précipitamment. Le lendemain, à son travail de secrétaire dans un cabinet de psychiatres, Louise découvre le nouveau psychiatre et sa femme. Le docteur David Ferguson est en fait l'inconnu de la veille. Lorsque Louise le voit seul, elle lui dit que rien ne s'est passé. Peu de temps après, elle croise sa femme Adele dans la rue. Elles sympathisent et deviennent peu à peu amies. Mais le couple semble partager un sombre secret. Ce triangle amoureux évolue rapidement en thriller psychologique teinté de surnaturel, explorant des thèmes tels que la projection astrale, les rêves lucides et la manipulation mentale. La série est particulièrement connue pour son dénouement surprenant, qui a suscité de nombreuses réactions de la part des spectateurs. 

## Distribution
- Eve Hewson : Adele Ferguson (née Campbell)
- Tom Bateman (VF : Damien Ferrette) : Dr David Ferguson
- Simona Brown (VF : Déborah Claude) : Louise Barnsley
- Robert Aramayo (VF : Tommy Lefort) : Rob Hoyle
- Tyler Howitt (VF : Emmylou Homs) : Adam
- Georgie Glen (en) (VF : Françoise Pavy) : Sue
- Nichola Burley (VF : Flora Brunier) : Sophie
- Roshan Seth (VF : Jean-Loup Horwitz) : Dr Sharma
- Nila Aalia : Geeta Sharma
- Eva Birthistle : Marianne

## Critique
La série a reçu des critiques mitigées. Sur Rotten Tomatoes, elle obtient un taux d'approbation de 63%, basé sur 37 critiques. Bien que les nombreux rebondissements de Behind Her Eyes puissent être inattendus et surprenants, le développement limité des personnages est peu convaincant. Néanmoins, certains spectateurs ont été captivés par l'aspect imprévisible de l'intrigue.

## Production
- Eliza Mellor, Suzanne Mackie, Andy Harries et Jessica Burdett

### Fiche technique
- Titre original : Behind Her Eyes
- Titre français : Mon amie Adèle
- Réalisation : Erik Richter Strand
- Scénario : d'après un roman de Sarah Pinborough
- Photographie : Felix Wiedemann
- Montage : Amy Hounsell et Brenna Rangott
- Musique : Rupert Gregson-Williams
- Pays d'origine :  Royaume-Uni
- Langue originale : anglais
- Format d'image : couleur - 16/9 HD - son stéréo
- Genre : Thriller
- Durée : 47-53 minutes

## Épisodes
1. Rencontres fortuites (Chance Encounters)
2. Rêves lucides (Lucid Dreaming)
3. La Première Porte (The First Door)
4. Rob
5. La Deuxième Porte (The Second Door)
6. Mon amie Adèle (Behind Her Eyes)

## Accueil
Selon les médias, Mon amie Adèle a été la série télévisée la plus regardée de Netflix au moment de sa sortie en France. La critique française de Vogue Paris explique ce succès par les atouts de la série. « Du suspense, des rebondissements et une intrigue parfaitement ficelée, Mon amie Adèle a tous les ingrédients du bon thriller ».
En raison des retournements de fin de la série, la plate-forme Netflix a sorti une vidéo pour expliquer son intrigue.
Le dénouement a donné lieu à une théorie concernant la survie d'un de ses personnages, diffusée sur le site communautaire Reddit.